# Fontes alternativas de combustíveis

## Combustíveis Renováveis
Combustíveis gasosos
- bio-hidrogénio: hidrogénio produzido a partir de biomassa e/ou da fração biodegradável de resíduos, para utilização como biocombustível;
- biogás: gás combustível produzido a partir de biomassa e/ou da fração biodegradável de resíduos, que pode ser purificado até à qualidade do gás natural, para utilização como biocombustível ou gás de madeira;
- Gás de síntese: - gases obtidos ("fabricados") através dos processos de gaseificação e/ou pirólise (ver: gasogênio).

Combustíveis liqüidos
- bioetanol: etanol produzido a partir de biomassa e/ou da fração biodegradável de resíduos para utilização como biocombustível;
- biodiesel: éster metílico e/ou etílico, produzido a partir de óleos vegetais ou animais, com qualidade de combustível para motores diesel, para utilização como biocombustível;
- biogasolina: combustível substituto da gasolina "tradicional" obtido da biomassa.[1]
- biometanol: metanol produzido a partir de biomassa para utilização como biocombustível;
- bioéter dimetílico: éter dimetílico produzido a partir de biomassa para utilização como biocombustível;
- bio-ETBE (bioéter etil-terc-butílico): ETBE produzido a partir do bioetanol, sendo a porcentagem em volume de bio-ETBE considerada como biocombustível igual a 47%;
- bio-MTBE (bioéter metil-terc-butílico): combustível produzido com base no biometanol, sendo a porcentagem em volume de bio-MTBE considerada como biocombustível de 36%;
- biocombustíveis sintéticos: hidrocarbonetos sintéticos ou misturas de hidrocarbonetos sintéticos produzidos a partir de biomassa;
- etanol celulósico: tem como principal matéria-prima a celulose contida em rejeitos agrícolas;
- óleo vegetal puro produzido a partir de plantas oleaginosas: óleo produzido por pressão, extração ou processos comparáveis, a partir de plantas oleaginosas, em bruto ou refinado, mas quimicamente inalterado, quando a sua utilização for compatível com o tipo de motores e os respectivos requisitos relativos a emissões.
- óleo vegetal usado produz-se biodiesel com o óleo vegetal usado em cozinhas através de um processo chamado transesterificação.